# ОШ „Коле Рашић” Ниш
Основна школа Коле Рашић је васпитно-образовна установа, која се налази у општини Палилула у Нишу у Србији. 

## О школи
Године 1941. ова школа почиње са радом и има само четири разреда. Из четвороразредне школе прераста у Шесту осмољетку 1950/1951. године.

## Простор школе
Школа располаже са 18 класичних учионица, 8 кабинета и једном дигиталном учионицом. У школи има 530 ученика, а постоји и продужени боравак за ученике првог и другог разреда.

### Име и развој школе
Име „Коле Рашић“ добија 1953. године по познатом српском војводи, који се борио за ослобођење Ниша од Турака. Никола Коле Рашић је рођен 1839. године, а умро 1898. године. После ослобођења од Турака бавио се и политиком. Од почетка рада до данас школа је имала доста измена. Године 1977. школа добија новосаграђени објекат, а 1979. године и проширење. Са новим објектом добија простор за библиотеку и зубарску ординацију.

## Дан школе
Дан школе је 24. фебруар и слави дан сећања на заклетве српских устаника против Турака на челу са Николом Пашићем. И поред свих измена које је школа имала, наставила је свој рад успешно.

## Никола Коле Рашић
Никола Коле Рашић је нишки четнички војвода и један од руководилаца организације Нишког комитета (одбора) из периода српско-турског рата 1876-1878, а касније и политичар у време мира.
Као нишки трговац, имао је добре трговачке везе у Србији и Нишком ејалету, што му је помогло у деловању на просторима под Турцима као представнику Одбора. У рату је руководио четама између Ниша и Лесковца при чему је сам образовао чету од 300 људи. За заслуге у националном раду и ослободилачком покрету одликован је Таковским крстом са прсима V степена.
Сахрањен је на Старом гробљу у Нишу.